# 天显通宝

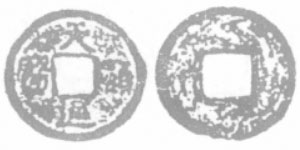
《中国钱币大辞典》中的天显通宝钱拓片

天显通宝，辽朝在天显年间（926年至937年）铸造发行的年号钱，青铜材质，正面有隶书旋读的“天顯通寳”四字，背面无字:5。该币极其罕见，无考古出土记录，其真伪仍有争议。中国国家博物馆有此钱的介绍。

## 历史背景
“天显”最初为辽太祖耶律阿保机在926年开始使用的年号，但辽太祖在天显元年（926年）便去世了，其子辽太宗耶律德光于天显二年（927年）继位并沿用年号:174。
《辽史·食货志》中记载辽朝曾铸有乾亨等8种年号钱，其中并未提及天显。但仅七种与出土文物一致，其所列“寿隆”钱应为“寿昌”，可见《辽史》记载并非完全正确。1972年，上京遗址出土一个重达280公斤的铜币窖藏，共有6万余枚铜钱，以汉唐五代和宋朝钱币为主，辽朝的有9个年代的11种钱币，其中并无天显通宝。

## 发现与收藏
清代道光、咸丰年间，张崇懿《钱志新编》中有收录天显通宝钱。咸丰年间成书的李佐贤《古泉汇》中也有收录。李佐贤《古泉汇》所收天显通宝钱在张澍才《辽钱录》中也曾收录，现收藏于辽宁省博物馆。
据钱币学家骆泽民称，1840年代日本曾有一枚天显通宝钱，后被德国人买走藏于柏林博物馆，第一次世界大战期间因博物馆被炸，该币下落不明。该币早在清朝便有仿铸者，骆骏生曾介绍过一类钱体较厚、没有锈迹，字体呆板且与清末钱体相近的低劣仿铸天显通宝钱。

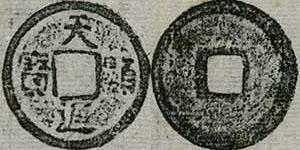
骆泽民天显通宝钱拓片

1930年代，骆泽民曾得到一枚“天显通宝”小平钱。据其子骆骏生回忆父亲生前的说法，该钱最早可追溯到1935年。1935年，北京西南房山（又称大王山）半山腰的几栋金代古屋需要拆除，泥工从梁上发现了两枚压梁钱，一枚是金代的“皇统元宝”，一枚是辽代的“天显通宝”。1935年12月1日，北平喜鹊胡同1号王春福家修缮房屋，王是位古钱收藏家。一个周姓木工看到王春福的收藏后，询问什么钱最值钱，王春福告诉他“天显最值钱”，周姓木工便称自己有一枚并询问价格，王春福让其取来后以银圆100元购买。几天后，王春福将该枚天显通宝钱拿给骆泽民看。骆泽民表示想要购买后，王春福出价一套从前门大街到永定门的房子交换，骆泽民嫌贵未能达成交易。两年多后，王春福以银圆600元的价格将其转让给骆泽民。其后，戴葆庭、马定祥、杨成麒、平玉麟、王守谦、李庆裕、程伯逊、李映庵、王希贤、方雨楼、方子才、冯少泉、方药雨、李東園、钟耀奇、乔六易、高善谦、陈铁卿等钱币学家、收藏家均曾观赏过该币，且未提出该币为赝品的质疑。罗伯昭和李东園还曾提出购买该币，但终因价格问题未能成交。约1942年，骆泽民又以日本金票7000元（合银圆3000元）的价格转让给日本东洋货币协会干事小川浩。一说该币的实际买家是东洋泉印学会副会长大川铁雄，大川铁雄在得到该币后便将斋室取名“天显堂”。1975年，大川铁雄去世，该币被捐予日本文化厅。
丁福保《古钱大辞典》中收录有一枚天显通宝的正面拓片，高俊武认为属伪品。
1987年，杨鲁安披露辽宁省博物馆所藏天显通宝钱，称该币为辽太宗耶律德光铸造于927年，流传甚少，辽博所藏的该枚铜钱制作精整，呈“黑漆古”气韵，相信其属于真品。
1996年，丁颖辉在哈尔滨参加活动时曾听闻收藏家贺开泰曾于黑龙江省某地购入一枚天显通宝钱，且该币曾在哈尔滨晚报上报道，但仅文字报道并无拓片或照片。
2003年，《内蒙古金融研究》刊载了高俊武《谈“天显通宝”》一文，高俊武提到辽宁省锦州市“惠记古玩店”60年前曾售出一枚天显通宝钱，售出前曾经到“二我照相馆”拍照留念，照片一直被该店某位家属珍藏。同时，高俊武公布了自己收藏的一枚天显通宝钱的拓片图案。丁颖辉认为高俊武所藏一枚过于精整，应属于仿制品。
2005年出版的《中国钱币大辞典·宋辽西夏金编·辽西夏金卷》中收录有“天顯通寶·小平錢·隸書狹天”一条并附有拓片图案，列明该币的钱体直径为2.3厘米，穿孔宽0.6厘米，郭厚为0.1厘米，重2.7克，出土于辽宁:5。

## 观点
发现年代最早的辽代年号钱为“天赞通宝”，黄思贤认为在没有充足的出土论证之前，天赞、天显和应历三种辽朝钱币仅能被当做压胜钱或后世伪作赝品。

## 备注
1. ↑  有资料称1973年[8]，但大川铁雄去世于1975年[9]
2. ↑  原文称世宗[6]，应为笔误